# Борщів (Житомирський район)
Борщі́в — село в Україні, у Радомишльській міській територіальній громаді Житомирського району Житомирської області. Кількість населення становить 679 осіб (2025). У 1923—2017 роках — адміністративний центр однойменної сільської ради.

## Географія
Розташоване за 10 км західніше Радомишля та 42 км від залізничної станції Ірша. Через село проходить автошлях Радомишль — Потіївка. Лежить на річці Коробочка, що впадає до Тетерева.

## Населення
У 1784 році в поселенні нараховувався 531 мешканець, в середині 19 століття — 754 особи, з них православних 732, римокатоликів — 10, євреїв — 12.
Станом на 1885 рік в селі мешкало 638 осіб, налічувалося 104 дворових господарства, в кінці 19 століття — 1 025 осіб, з них 519 чоловіків та 506 жінок, за іншими даними — 182 двори та 1 032 мешканці.
Станом на 1972 рік кількість населення становила 1 665 осіб, дворів — 565.
Відповідно до результатів перепису населення СРСР, кількість населення, станом на 12 січня 1989 року, становила 1 168 осіб. Станом на 5 грудня 2001 року, відповідно до перепису населення України, кількість мешканців села становила 918 осіб.

## Історія
Перша писемна згадка про село датується 1606 роком. Колишня власність Стрибилів: у 1628 році Данило Стрибиль вносив від двох димів та двох городів. Одночасно ігумен київського монастиря святого Миколи Пустинського платив від Борщова за 2 городи та млин. Від середини 18 століття належало Третякам. Згадується в люстрації Житомирського замку 1754 року, як село, що належало Третякам та Михайловським, сплачувало 1 злотий і 16 грошів до замку та 6 злотих і 8 грошів — до скарбу. До середини 18 століття село не мало власної церкви й було приписане до Чайківської парафії. У 1761 році, стараннями Михайла Третяка, збудовано дерев'яну Свято-Покровську церкву та утворено окрему парафію. Будівлю церкви оновлено у 1804 році.
В середині 19 століття — село (рос. Борщев, пол. Borszczów) Радомисльського повіту, на річці Коробочка, за 4 версти нижче Чайківки, за 8 верст від Радомисля. У 1857 році Целестин Третяк продав маєток, з 2 130 десятин землі, поміщикові з с. Гуменники Генрихові Богдановичу, а, незадовго перед цим, частину села, з 590 десятинами землі та 51 ревізькою душею, отримали у власність сестри Білецька та Ходківська, 159 десятин та 26 душ — Карл Сонгайло. Згодом ті частини роздробилися, найбільші залишилися в Аделіни Білецької (295 дес.) та Пилипа Гринцевича (145 дес.). Належало багатьом власникам, всього землі — 2 879 десятин. Церкві належало 43 десятини землі, до парафії входило с. Морогівка, що лежало за 12 верст. Волосне та поліційне управління розміщувалося в Радомислі.
Станом на 1885 рік — колишнє власницьке село Кичкирівської волості Радомисльського повіту Київської губернії, біля річки Коробочка. В селі була парафіяльна церква, заїзд.
В кінці 19 століття — власницьке село Кичкирівської волості Радомисльського повіту Київської губернії, на річці Бистріївка (за Похилевичем — Коробочка). Відстань до повітового міста Радомисль, де розміщувалися поштово-телеграфна та поштова (земська) станції — 7 верст, до найближчої залізничної станції (Житомир) — 45 верст, до найближчої пароплавної станції, в Києві — 102 версти. Основним заняттям мешканців було рільництво. Землі — 1 848 десятини, з котрих поміщикам належало 430 десятин, селянам — 1 374 дес., 44 дес. — церкві. Село належало М. С. Єремєєву, котрий вів господарство самостійно. На поміщицьких та селянських землях застосовували трипільну сівозміну. В селі були церква, церковно-парафіяльна школа, водяний млин, 3 кузні та хлібна комора. Пожежний обоз складався з 3 бочок та 4 багрів.
У 1923 році увійшло до складу новоствореної Борщівської сільської ради, котра, від 7 березня 1923 року, включена до складу новоутвореного Радомишльського району Малинської округи; адміністративний центр ради.
На фронтах Другої світової війни воювали 372 селян, 165 з них загинули, 265 нагороджені орденами й медалями. У 1952 році на їх честь споруджено пам'ятник.
В радянські часи в селі розміщувалася центральна садиба колгоспу, який мав у користуванні 2 781 га сільськогосподарських угідь, в тому числі 2 409 га ріллі. Господарство вирощувало зернові культури, льон, картоплю, виробляло м'ясо та молоко. В селі були середня школа, клуб, бібліотека, фельдшерсько-акушерський пункт, дитячі ясла.
30 грудня 1962 року, в складі сільської ради, передане до Малинського району Житомирської області. 4 січня 1965 року повернуте до складу відновленого Радомишльського району Житомирської області.
16 травня 2017 року включене до складу новоствореної Радомишльської міської територіальної громади Радомишльського району Житомирської області. Від 19 липня 2020 року, разом з громадою, в складі новоствореного Житомирського району Житомирської області.